# Max Winkler
Pour les articles homonymes, voir Winkler.
Max Winkler est un scénariste et réalisateur américain né le 18 août 1983 à Los Angeles. Il est le fils de Henry Winkler.

## Biographie
Max Winkler nait à Los Angeles. Il est le fils de Stacey Weitzman et de l'acteur Henry Winkler.
Il est marié à l'actrice Jessica Barden. Ils ont une fille, Frankie, en 2021.

## Carrière
Enfant, il apparait dans un film réalisé par son père, Un flic et demi (1993). Plus tard, il fréquente l'école de cinéma de l'université de Californie du Sud où il obtient son diplôme en mai 2006,.
En 2013, il interprète une version jeune du personnage incarné par son père dans la série télévisée Arrested Development. Il se spécialise finalement dans la mise en scène. Après le court métrage The King of Central Park en 2006, il réalise plusieurs épisodes de séries télévisées. Il écrit et réalise ensuite son premier long métrage, Ceremony, présenté au festival international du film de Toronto 2010. Il y dirige notamment Michael Angarano et Uma Thurman. Il réalise ensuite des épisodes de plusieurs séries télévisées : The New Normal, New Girl, Brooklyn Nine-Nine ou encore Casual. Il revient au cinéma avec Flower (2017).
Son troisième long métrage comme réalisateur, La Loi de la jungle, sort en 2019.

## Filmographie
Sauf indication contraire, les informations mentionnées dans cette section peuvent être confirmées par la base de données cinématographiques IMDb,  présente dans la section « Liens externes ».

### Réalisateur
- 2006 : The King of Central Park (court métrage)
- 2007 : Clark and Michael (en) (web-série) - 10 épisodes
- 2007 : Wainy Days (en) (web-série) - 1 épisode
- 2010 : Ceremony
- 2012-2013 : The New Normal (série TV) - 4 épisodes
- 2013-2014 : New Girl (série TV) - 7 épisodes
- 2014-2016 : Brooklyn Nine-Nine (série TV) - 2 épisodes
- 2015 : Bienvenue chez les Huang (Fresh Off the Boat) (série TV) - 1 épisode
- 2015 : Casual (série TV) - 1 épisode
- 2015 : CollegeHumor Originals (série TV) - 1 épisode
- 2015 : The Grinder (série TV) - 1 épisode
- 2016 : Lady Dynamite (série TV) - 2 épisodes
- 2017 : Crazy Ex-Girlfriend (série TV) - 1 épisode
- 2017 : Flower
- 2019 : La Loi de la jungle (Jungleland)
- 2021 : Cruel Summer (série TV)
- 2021-2022 : American Horror Stories (série TV) - 2 épisodes
- 2021 : American Horror Story: Double Feature (série TV) - 1 épisode
- 2022 : American Horror Story: NYC (série TV) - 1 épisode

### Scénariste
- 2006 : The King of Central Park (court métrage) de lui-même
- 2007 : Wainy Days (en) (web-série) - 1 épisode
- 2010 : Ceremony de lui-même
- 2014 : The Winklers (téléfilm) de Philip Rosenthal
- 2019 : La Loi de la jungle (Jungleland) de lui-même
- 2020 : Magic Camp de Mark Waters

### Producteur
- 2006 : The King of Central Park (court métrage) de lui-même
- 2007 : Wainy Days (en) (web-série)
- 2010 : Ten Fingers  (court métrage) de Sam Boyd
- 2014 : The Winklers (téléfilm) de Philip Rosenthal
- 2019 : La Loi de la jungle (Jungleland) de lui-même
- depuis 2021 : Cruel Summer (série télévisée)

### Acteur
- 1993 : Un flic et demi (Cop and a Half) de Henry Winkler : le garçon dans la salle de bain
- 2013 : Arrested Development (série TV) - 3 épisodes : Barry Zuckerkorn (jeune)